# 오태섭
오태섭은 롯데 자이언트에서 뛴 전  투수다.

## 출신 학교
- 경북고등학교
- 고려대학교

## 같이 보기
- 1980년 롯데 자이언트 시즌